# Parzniew
Parzniew je vesnice v Polsku nacházející se ve Mazovském vojvodství, v okrese Pruszków, v gmině Brwinów.
V letech 1975-1998 vesnice administrativně patřila do Varšavského vojvodství.
Parzniew se nachází v půli cesty mezi Brwinówem a Pruszkówem, vedle železniční trati Warszawa - Katowice, převážně po její jižní straně. Na území hraničícím s Pruszkówem, které náleží do Parzniewa (od centra vesnice oddělené rozlehlými poli), se staví nové obytné domy. Jižním okrajem vesnice teče Zimna Woda, přítok Utraty.
Na území Parzniewa se 12. září 1939 odehrála bitva u Brwinówa. U silnice z Brwinówa do Pruszkówa se nacházejí dva pomníky, které byly rekonstruovány v roce 2009: v centru stojí Pomník na památku padlých vojáků zabitých hitlerovskou armádou v bitvě u Brwinówa, při výjezdu směrem do Pruszkówa je pomník 36. pluku pěchoty Akademických legií, který se účastnil těchto bojů.
Ve vesnici se nachází modelářské letiště.

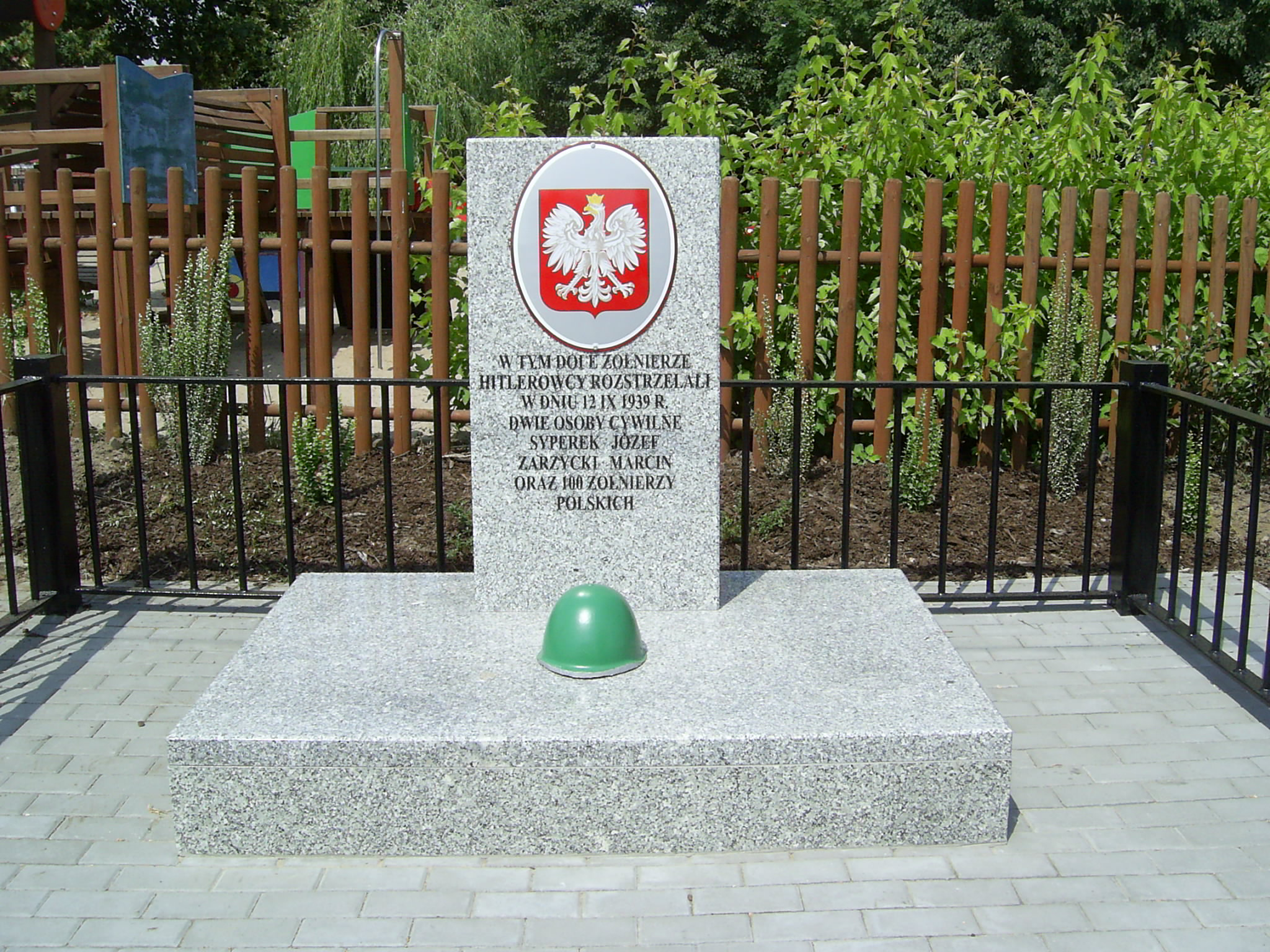
Pomník v Parzniewě na památku padlých vojáků zabitých přes hitlerovce v bitvě u Brwinówa